# Michele Allemandi
Michele Napoleone Allemandi (Ivrea, 1807 – Basilea, 1858) è stato un patriota e generale italiano.

## Biografia
Coinvolto nei moti rivoluzionari del 1821, rimase in esilio per ventotto anni. La Svizzera fu l'ultima tappa del suo peregrinare e nella Confederazione fece una brillantissima carriera militare tanto da essere promosso al grado di colonnello dell'esercito. Nel 1848 con lo scoppio della prima guerra di indipendenza italiana abbandonò la sua carriera e si presentò a Milano presso il Governo provvisorio offrendo la sua esperienza a servizio dell'unità d'Italia. Il 1º aprile, per tramite del comandante generale dei Corpi Volontari Lombardi, Teodoro Lechi, fu nominato generale comandante dei volontari impegnati sul lago di Garda e nella progettata invasione del Trentino.
Condusse malamente la campagna militare a tal punto che fu esonerato dal servizio sostituito dal generale Giacomo Durando e assegnato successivamente allo stato maggiore della Divisione "Lombarda" del generale Gerolamo Ramorino dell'esercito piemontese.
Scrisse le sue memorie pubblicate nel 1849 col titolo de I volontari in Lombardia e nel Tirolo, nelle quali difese il suo comportamento accusando i suoi superiori e il Governo provvisorio di Milano.
Morì a Basilea nel 1858.

## Opere
- Michele Allemandi, I volontari in Lombardia et nel Tiroli l'aprile del 1848, Berna, 1849.